# (9615) Hemerijckx
(9615) Hemerijckx est un astéroïde de la ceinture principale.

## Description
(9615) Hemerijckx est un astéroïde de la ceinture principale. Il fut découvert le 23 janvier 1993 à La Silla par Eric Walter Elst. Il présente une orbite caractérisée par un demi-grand axe de 2,24 UA, une excentricité de 0,14 et une inclinaison de 4,8° par rapport à l'écliptique.

## Compléments